# Rott Nándor (püspök)
Rott Nándor (Ferdinánd) Rudolf (Potštát, 1869. december 23. – Veszprém, 1939. március 3.) magyar katolikus pap, veszprémi püspök.

## Pályafutása
Apja Rott Nándor erdész volt. A gimnáziumot Budapesten és Esztergomban végezte. 1890. október 30-ától a Collegium Germanicum et Hungaricum növendéke lett. 1896. október 28-án szentelték pappá; teológiai doktorátust szerzett.
1897. június 30-án tért haza, és lett az esztergomi szeminárium prefektusa és teológia tanára. 1902 és 1908 között az Augustineum spirituálisa, 1908. november 14-étől esztergomi kanonok, 1909. március 17-étől a Keresztény Szeretet Országos Gyermekvédő Műve országos igazgatója. 1911. október 26-ától a Központi Papnevelő Intézet rektora, s a középiskolai hitoktatók érseki főbiztosa.

### Püspöki pályafutása
1917. május 16-ától kinevezett, július 12-étől megerősített, a budapesti Egyetemi templomban Csernoch János hercegprímás által szeptember 23-án felszentelt veszprémi megyés püspök, székét november 30-án foglalta el.
1919 virágvasárnapját követően Rumi István marcali plébános értesítette, hogy káplánja, Simon József „húsvét napján szószékről prédikáció helyett ilyféle kijelentéseket tett […] »bizony nagy bajok vannak egyházunkban, a nagy egyenlőtlenség vagyonban, még a veszprémi püspöknek 150 000 hold birtoka van, amiből papjainak egyenkint 500 hold jutna, őneki mégis 500 kor. készpénz-fizetése van«”. Rott válaszában megfeddte Rumit („segédlelkésze húsvét vasárnapján a szószékről egyenesen izgatott az egyház némely intézkedése, a püspök és ország ellen is”) és felfüggesztette Simont, akit arra kötelezett, hogy nyolc napon belül előtte megjelenjen. Bár a járási direktórium és a marcali hívek küldöttségének közbenjárására Rott később feloldotta Simon felfüggesztését, a marcali helyett az igali káplánságot ajánlotta számára.
1919. május 9-én a marcali egyházközség ismét megválasztotta Simont plébánosnak és a hívek azzal fordultak Rotthoz, hogy „őt állásában erősítse meg, ha ezt nem tenné, egyházszakadás állhatna be, amelyért a felelősség nem a káplánt, nem is a népet, aki minden ténykedésével csak a hit és a szeretet és a béke mellett foglal állást, a püspök urat terhelné”. A példát követve több környékbeli plébánián is papválasztó gyűlésekre került sor, így Rott ismét felfüggesztette Simont és egy hónapos lelkigyakorlatra rendelte az andocsi kolostorba, amelynek letelte utánra ígért döntést sorsáról. Június 29-én küldöttség kereste fel a szülőfalujába, Szenyérre visszatért Simont és ismételten arra kérték, hogy a plébániára térjen vissza; Simon engedett a kérésnek és ismét visszatért Marcaliba.
Simont a Tanácsköztársaság bukását követően, augusztus 28-án este Prónay Pál különítménye megkínozta és meggyilkolta. „Simon József, akinek marcali sajnálatos szereplése oly sok bajnak volt okozója, tragikus körülmények között szerencsétlen véget ért anélkül, hogy vétkeit kiengesztelhette volna” – írta főpásztori körlevelében Rott október 6-án.
1923-ban és 1929-ben egyházmegyei zsinatot tartott, fölállította a kisszemináriumot és bővítette a szemináriumot. A Balaton környékén templomokat és kápolnát épített, az egyházmegyében 30 új lelkészséget és plébániát létesített. 1938. május 30-ától Tóth Tihamér lett a koadjutor püspöke. Temetkezési helyül építette a veszprémi Szent Margit-templomot.

## Művei
- A Csoda és a Természettudomány. Budapest, 1907
- A mai szépirodalom téves irányzatai. H.n., 1909
- Ferdinánd veszprémi címzetes püspök pásztorlevele. 1918. április 27. Veszprém, é.n. (1918)[4]
- Rott Nándor veszprémi püspök bérmálási feljegyzései, 1921–1938; sajtó alá rend. Körmendy József, Rajczi Pál; Veszprémi Egyházmegyei Érseki Levéltár, Veszprém, 2000 (A Veszprémi egyházmegye múltjából)